# John R. Tyson
John Russell Tyson (* 28. November 1856 im Lowndes County, Alabama; † 27. März 1923 in Rochester, Minnesota) war ein US-amerikanischer Jurist und Politiker (Demokratische Partei).

## Werdegang
John Tyson besuchte öffentliche Schulen. Er graduierte 1877 am Howard College in Marion und 1879 an der Washington and Lee University in Lexington (Virginia). Tyson studierte Jura, bekam 1879 seine Zulassung als Anwalt und fing dann in Hayneville an zu praktizieren. Er war 1880 Abgeordneter im Repräsentantenhaus von Alabama. Dann zog er 1884 nach Montgomery (Alabama), wo er seine Tätigkeit als Anwalt fortsetzte. Tyson wurde im Mai 1889 in den Stadtrat gewählt und wurde dort im Mai 1891 dessen Präsident. Er bekleidete diese Stellung bis Oktober 1892, als er zurücktrat, um eine Ernennung an das Bezirksgericht anzutreten. Dort war er zwischen 1892 und 1898 tätig. Danach hatte er zwischen 1898 und 1906 den Posten eines beisitzenden Richters (associate justice) am Alabama Supreme Court inne und vom November 1906 bis zu seinem Rücktritt am 28. Februar 1909 die des Obersten Staatsrichters (Chief Justice). Danach nahm er in Montgomery seine Tätigkeit als Anwalt wieder auf.
Tyson wurde in den 67. Kongress der Vereinigten Staaten gewählt und in den nachfolgenden 68. Kongress wiedergewählt. Er war im US-Repräsentantenhaus vom 4. März 1921 bis zu seinem Tod 1923 in Rochester tätig. Sein Leichnam wurde nach Montgomery überführt, wo er auf dem Oakwood Cemetery beigesetzt wurde.